# Ји Силинг
Ји Силинг (Хунан, 6. мај 1989), је кинеска спортисткиња која се такмичи у стрељаштву. На Олимпијским играма у Лондону у дисциплини ваздушна пушка на десет метара освојила је златну медаљу. Четири године касније у Рио де Жанеиру била је бронзана. Светска шампионка постала је 2010. у Минхену, а у Гранади 2014. окитила се сребром.